# Chaiber-Pass (Signy Island)
Der Chaiber-Pass ist ein von steilen Felswänden flankierter Gebirgspass auf Signy Island im Archipel der Südlichen Orkneyinseln. Er verläuft zwischen der Nordostflanke des McLeod-Gletschers und dem Rusty Bluff.
Der Pass diente als häufig benutzte Route des British Antarctic Survey, um von der Gourlay-Halbinsel in das Moraine Valley zu gelangen. Namensgeber der seit langem etablierten und vom UK Antarctic Place-Names Committee im Jahr 1990 anerkannten Benennung ist der Chaiber-Pass zwischen Pakistan und Afghanistan.